# Odontobracon caritus
Odontobracon caritus är en stekelart som beskrevs av Marsh 1988. Odontobracon caritus ingår i släktet Odontobracon och familjen bracksteklar. Inga underarter finns listade i Catalogue of Life.